# Länghem
Länghem is een plaats in de gemeente Tranemo in het landschap Västergötland en de provincie Västra Götalands län in Zweden. De plaats heeft 1036 inwoners (2005) en een oppervlakte van 104 hectare.

## Verkeer en vervoer
Bij de plaats loopt de Riksväg 27.